# بتل‌شیپ کلاس لیبرته
بتل‌شیپ کلاس لیبرته (به انگلیسی: Liberté-class battleship) یک کلاس از کشتی است که طول آن ۱۳۳٫۸۱ متر (۴۳۹ فوت ۰ اینچ) می‌باشد.